# The Original Banton
The Original Banton è un album di Burro Banton pubblicato nel 1993.

## Tracce
1. Bible Again
2. Gunman
3. Westmoreland Sensi Come From
4. Warn Dem
5. Attention
6. Boom Wah Dis
7. Washington Session
8. Wanna No
9. Excon
10. Top A Line
11. Boom Wah Dis (hip-hop)
12. Dem A Ganster (Remix)
13. Girls Collect
14. Gal U Dat